# Takuya Kimura (baseball)
Cet article concerne un joueur de baseball. Pour l'acteur et le chanteur japonais, voir Takuya Kimura.
Pour les articles homonymes, voir Kimura.
Takuya Kimura (木村 拓也, Kimura Takuya), né le 15 avril 1972 dans la préfecture de Miyazaki et mort le 8 avril 2010 à Hiroshima, est un joueur de baseball japonais.

## Biographie
Takuya Kimura évolue de 1992 à 1995 avec les Nippon Ham Fighters puis rejoint le Hiroshima Toyo Carp. En 2004, il remporte avec l'équipe du Japon de baseball la médaille de bronze olympique aux Jeux d'Athènes. En 2005, il quitte Hiroshima pour jouer aux Yomiuri Giants. Il arrête sa carrière de joueur en 2009 et entre dans le staff technique des Yomiuri Giants. Il meurt à l'âge de 38 ans d'une hémorragie méningée.